# سهيلة
سهيلة هي قرية لبنانية من قرى قضاء كسروان في محافظة جبل لبنان. وأغلب السكان هم من المسيحيين المارونيين
تقع بلديّة سهيلة (كسروان) في قضاء كسروان أحد أقضية محافظة جبل لبنان هذه المحافظة هي واحدة من ثمان محافظات يتشكل منها لبنان الإداري.
تبعد سهيلة (كسروان) حوالي 25 كلم (15.535 مي) عن بيروت عاصمة لبنان. ترتفع حوالي 550 م (1) (1804.55 قدم - 601.48 يارد) عن سطح البحر وتمتد على مساحة تُقدَّر بـ 221 هكتاراً (2.21 كلم²- 0.85306 مي² (2)).
من أهم عائلاتها: الشمالي، القاعي، وهيبه، بلان، سلامه
فيها مدرسة خاصة للرهبان الملكيين الكاثوليك «مدرسة المخلص» أو Saint Sauveur